# Vitalius
Vitalius là một chi nhện trong họ Theraphosidae.

## Các loài
Chi này gồm các loài:
- Vitalius buecherli Bertani, 2001
- Vitalius dubius (Mello-Leitão, 1923)
- Vitalius longisternalis Bertani, 2001
- Vitalius lucasae Bertani, 2001
- Vitalius paranaensis Bertani, 2001
- Vitalius roseus (Mello-Leitão, 1923)
- Vitalius sorocabae (Mello-Leitão, 1923)
- Vitalius vellutinus (Mello-Leitão, 1923)
- Vitalius wacketi (Mello-Leitão, 1923)